# Cyansyra
Cyansyra och Isocyansyra är två tautomera giftiga syror. Båda är isomerer till knallsyra. Cyansyrans salter heter cyanater och isocyansyrans salter heter isocyanater.

## Egenskaper
Cyansyra är en färglös vätska med stickande lukt. I vattenlösning sönderfaller den till koldioxid och ammoniak.

## Framställning
Cyancyra och isocyansyra omvandlas lätt till varandra och bildar snabbt jämvikt.
{\displaystyle {\rm {H\!-\!O\!-\!C\!\equiv \!N\ \leftrightharpoons \ H\!-\!N\!=\!C\!=\!O}}}
Vid jämvikt är mängden isocyanat mycket större än cyansyra, utom vid låga temperaturer. På grund av tautomerin så går ämnena inte att separera från varandra.

## Användning
Salter av cyansyra kallas cyanater och framställs tekniskt genom oxidation av alkalicyanider. De är vattenlösliga och ogiftiga och kan användas som avlövnings- eller ogräsmedel.